# 영원수
영원수 이원길(永原守 李元吉, 1610년 ∼ 1665년)은 조선중기의 왕족으로 덕흥대원군의 증손이며, 종실 연성수 이복령(蓮城守 李福齡)의 7남이다.

## 생애
조선중기의 왕족으로 본관은 전주, 휘는 원길(元吉), 자는 이백(而伯)이다. 덕흥대원군의 증손이며, 선조의 백형 하원군의 손자이다. 아버지는 종실 연성수 이복령(蓮城守 李福齡)이고, 어머니는 안동인(安東人) 권응성(權應星)의 딸로 신인 안동권씨(愼人 安東權氏)이다.
부인은 직장(直長) 안동인(安東人) 장득일(長得一)의 딸로 신인 안동장씨(愼人 安東長氏)와 현감(縣監) 평양인(平壤人) 조현경(趙玄慶)의 딸로 신인 평양조씨(愼人 平壤趙氏)이다.
연성수의 7남으로 경술(庚戌) 1610년(광해 2) 8월 8일 탄생하였다. 영원부수(永原副守)에 책봉되고, 창선대부(彰善大夫) 영원수(永原守)에 봉작받았다.
1622년(광해 14) 4월 18일 전 군수 조난서(曺鸞瑞)와의 노비 상송(相訟)의 일로 안산(安山)에 내려갔다가 오히려 안산군수 홍유환(洪有煥)에게 결박되고 곤욕을 당했다.
1659년(현종 즉위년) 12월 26일 재상종제(在喪終制)를 맡치고, 1665년(현종 6) 1월 5일 사은(謝恩) 받았다. 이해 12월 25일 향년 56세로 별세하여 안산 대월면 전왕리 선영 국내 유좌로 예장하였다.

## 가족관계
- 증조부 : 덕흥대원군
  - 조부 : 하원군
  - 조모 : 안산현부인 안산 안씨
    - 아버지 : 연성수 이복령(蓮城守 李福齡)
    - 어머니 : 신인 안동 권씨(愼人 安東權氏), 안동인(安東人) 권응성(權應星)의 딸.
    - 1부인 : 신인 안동 장씨(愼人 安東長氏), 직장(直長) 안동인(安東人) 장득일(長得一)의 딸.
    - 2부인 : 신인 평양 조씨(愼人 平壤趙氏), 현감(縣監) 평양인(平壤人) 조현경(趙玄慶)의 딸.
      - 장남 : 이익(李榏)
      - 2남 : 이적(李樀)
      - 3남 : 이즙(李檝)
      - 4남 : 이촌(李村)
      - 장녀 : 연안인(延安人) 이상안(李尙顔)에게 출가.
      - 2녀 : 선전관 최상형(崔尙亨)에게 출가.